# Реверзна осмоза
Реверзна осмоза (РО) је процес пречишћавања воде који користи полупропусну мембрану за одвајање молекула воде од других супстанци. РО примењује притисак да би се превазишао осмотски притисак који фаворизује равномерну дистрибуцију. РО може уклонити растворене или суспендоване хемијске врсте, као и биолошке супстанце (углавном бактерије), а користи се у индустријским процесима и производњи воде за пиће.
РО задржава раствор на страни мембране под притиском, а пречишћени растварач прелази на другу страну. Релативна величина различитих молекула одређује шта пролази. „Селективне“ мембране одбијају велике молекуле, док прихватају мање молекуле (као што су молекули растварача, нпр. воде).
Реверзна осмоза је најчешће позната по употреби у пречишћавању воде за пиће из морске воде, уклањању соли и других ефлуентних материјала из молекула воде. Од 2013. године највећа светска фабрика за десалинизацију РО била је у Сореку, Израел, која је производила 624 хиљаде кубних метара дневно.
РО системи за приватну употребу су такође доступни за пречишћавање комуналне воде из славине или претходно третиране воде из бунара.